# Difosfà
El difosfà o tetrahidrur de difòsfor, és un hidrur de fòsfor, format per fòsfor i hidrogen és un compost químic molecular inestable. La seva fórmula molecular és {\displaystyle {\ce {P2H4}}} i la seva massa molecular és 65,98 g/mol.
És un líquid incolor que reacciona espontàniament en l'aire. El contingut de difosfà en el fosfà és la causa de la combustió espontània en aire a temperatura ambient. El difosfà té l'olor característica de peix podrit, que es pot percebre fins i tot a concentracions molt baixes.

## Història

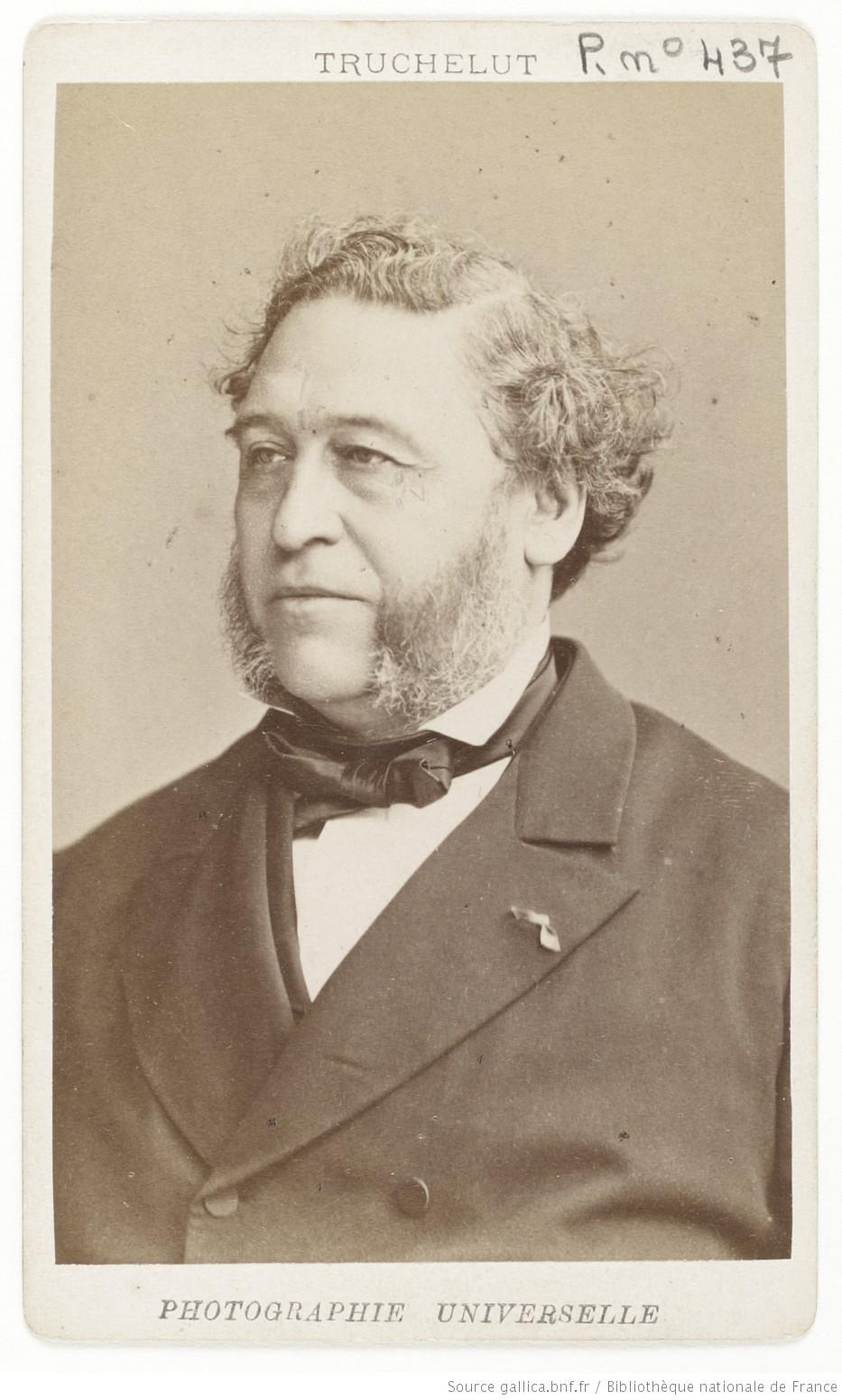
Paul Thénard (1819–1884).

El fosfà {\displaystyle {\ce {PH3}}} fou sintetitzat per primera vegada el 1783 pel químic francès Philippe Gengembre (1764–1838), alumne d'Antoine L. Lavoisier. Gengembre comunicà la preparació d'un gas que s'inflamava de forma espontània escalfant fòsfor amb hidròxid de potassi, segons la reacció representada per:{\displaystyle {\ce {4P + 3KOH + 3H2O -> 3KH2PO2 + PH3}}}El 1844, el químic francès Paul Thénard (1819–1884), fill del també químic francès Louis-Jacques Thénard (1777–1857), utilitzà una trampa freda per separar el difosfà {\displaystyle {\ce {P2H4}}} del fosfà {\displaystyle {\ce {PH3}}} que s'havia generat a partir del fosfur de calci {\displaystyle {\ce {Ca3P2}}}. Demostrà, així, que el {\displaystyle {\ce {P2H4}}} és responsable de la inflamabilitat espontània associada al {\displaystyle {\ce {PH3}}}, i també del característic color taronja/marró que es pot formar a les superfícies, i que és un producte de polimerització.

## Estructura molecular

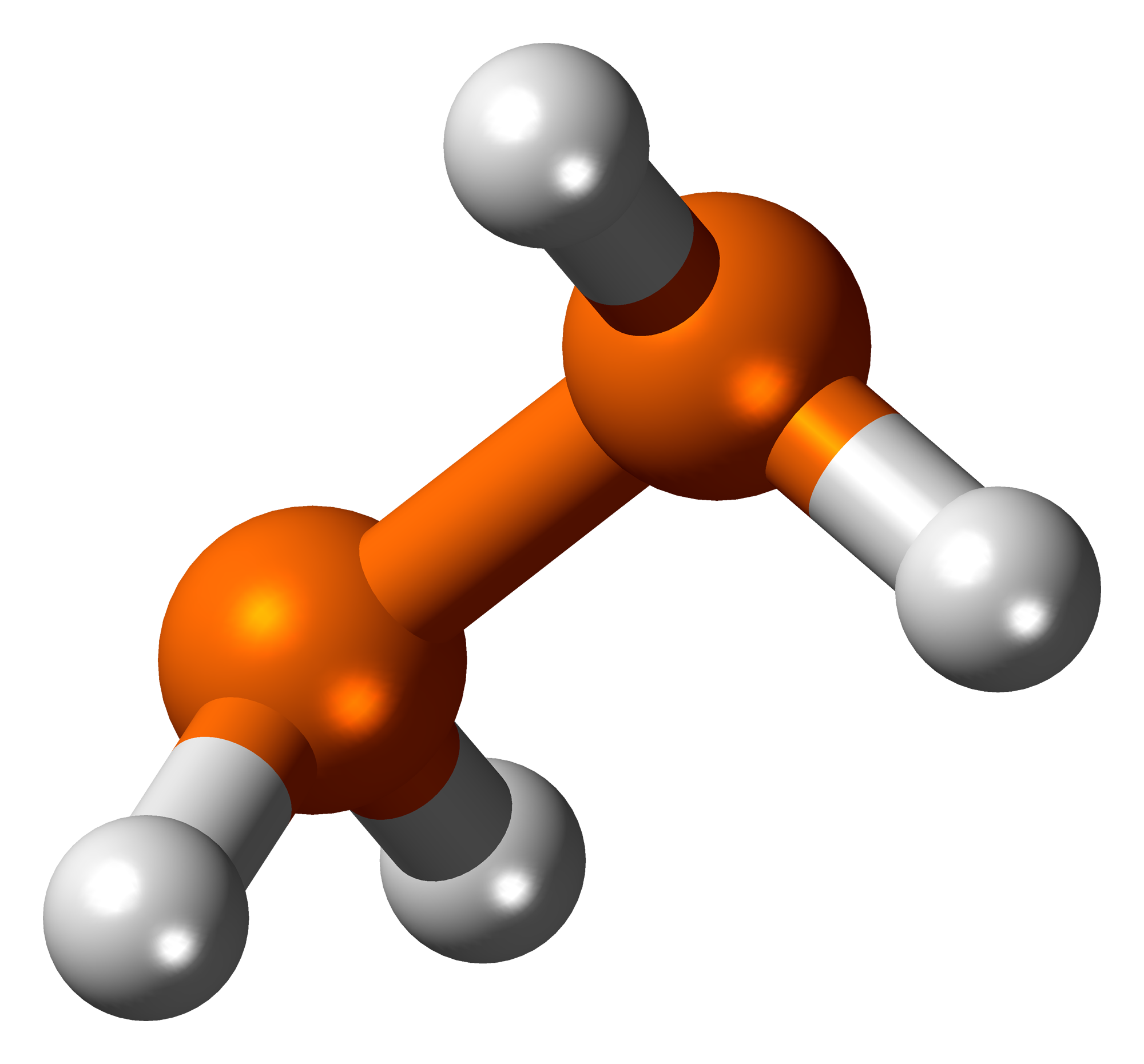
Model de molècula de difosfà P2H4.

La molècula de difosfà conté dos àtoms de fòsfor units mitjançant enllaç covalent sigma de longitud d'enllaç {\displaystyle {\ce {P-P}}} 222 pm. Cada un d'ells està enllaçat a dos hidrògens també per enllaç covalent simple, en aquest cas de longitud {\displaystyle {\ce {P-H}}} 145 pm. L'angle d'enllaç {\displaystyle {\ce {H-P-H}}} és de 91,3°. Els fòsfors s'enllacen emprant orbitals híbrids sp3, orientats en la direcció dels vèrtexs d'un tetraedre. Un dels orbitals està ocupat per una parella d'electrons que no formen enllaç, la qual cosa redueix els angles dels enllaços de 109,5° dels orbitals híbrids sp3 a només 91,3°.

## Preparació
El disfosfà s'obté juntament amb el fosfà per hidròlisi del fosfur de calci {\displaystyle {\ce {Ca3P2}}} impur que conté petites quantitats de difosfur de dicalci {\displaystyle {\ce {Ca2P2}}}. La reacció és:
{\displaystyle {\ce {Ca2P2 + 4 H2O -> 2 Ca(OH)2 + P2H4}}}

## Propietats
El difosfà és líquid incolor i volàtil a temperatura ambient, té una densitat d'1,014 g/cm³ a 20 °C i un punt de fusió de –99 °C. A 0 °C la seva pressió de vapor és de 70,2 mmHg. Abans d'assolir el punt d'ebullició es descompon. El punt d'ebullició s'ha determinat per extrapolació i hauria de ser de 63,5 °C. El disfosfà és molt inestable i en contacte amb l'aire s'inflama espontàniament segons la reacció:
{\displaystyle {\ce {2 P2H4 + 7 O2 -> P4O10 + 4 H2O}}}
És un potent agent reductor i no mostra propietats bàsiques. Si s'escalfa, el difosfà sofreix una reacció de desproporcionació i dona trifosfà {\displaystyle {\ce {P3H5}}} i fosfà:
{\displaystyle {\ce {2 P2H4 -> P3H5 + PH3}}}